# La Luz, Teotongo
La Luz är en ort i Mexiko.   Den ligger i kommunen Teotongo och delstaten Oaxaca, i den sydöstra delen av landet, 250 km sydost om huvudstaden Mexico City. La Luz ligger 2 130 meter över havet och antalet invånare är 113.
Terrängen runt La Luz är kuperad. Runt La Luz är det glesbefolkat, med 11 invånare per kvadratkilometer. Närmaste större samhälle är Tamazulapam Villa del Progreso, 9,7 km söder om La Luz. Trakten runt La Luz består i huvudsak av gräsmarker.